# 박덕임
박덕임 나인(朴德任 內人 1893년 ~ ?년)은 덕수궁 시절에 지밀 나인으로 있었며, 광화당 이씨와 삼축당 김씨 등과 생각시 시절부터 교분(交分)이 두터웠다.

## 생애
고종황제의 붕어 후 궁을 나와 나이 29세 때 고종황제의 시종(侍從)이었던 서병업(徐秉業)씨의 측실(側室)로 들어가 살았는데, 자녀를 얻지는 못하였다. 전실(前室) 부인의 아들의 효도로 비교적 유복하게 살았다. 삼축당은 말년까지 그를 찾아와 정답게 지내곤 하였으며, 키는 보통인데 몸이 가는 편이고 성격이 얌전하고 상냥하면서 워낙 말수가 적었다고 한다.
1970년 무렵까지 성동구 장안동에서 살고 있었다.

## 같이 보기
- 광화당 이씨
- 삼축당 김씨